# Terrence Holder
Terrence Holder (Muskogee, 1898 - ?) was een Amerikaanse jazz-trompettist en bandleider. Hij was een belangrijke figuur in het muziekleven van Kansas City in de jaren twintig en dertig.
Begin jaren twintig speelde Holder in de groep van Alphonse Trent en halverwege dat decennium richtte hij zijn eigen band op, de Dark Clouds of Joy, een territoryband waarmee hij in Kansas City en Texas speelde. Rond 1929 werd hij als leider door zijn bandleden afgezet omdat hij er met de kas vandoor zou zijn gegaan. Hij werd vervangen door Andy Kirk, die met de groep verderging onder de naam Clouds of Joy (ook wel Twelve Clouds of Joy). Holder zelf begon een nieuwe groep (met Jesse Stone), die korte tijd onder een soortgelijke naam eveneens actief was in het middenwesten. In latere bands werkte hij met onder meer Buddy Tate, Budd Johnson en Claude Williams. In de jaren veertig was er minder werk en Holder ging parttime spelen, onder meer in de band van Nat Towles. Zijn muzikale loopbaan eindigde toen hij ging werken in de kopermijnen van Billings (Montana).

## Referentie
- Biografie op Allmusic, door Eugene Chadbourne[dode link]